# John Woo
John Woo Yu-Sen (en chino: Wú Yǔsēn; Cantón, China, 22 de septiembre de 1946) es un director de cine hongkonés.

## Biografía
A la edad de 5 años, su familia tuvo que huir a Hong Kong debido a la persecución religiosa que se produjo en China en aquellos años. Allí su vida sería difícil, teniendo que vivir en los suburbios debido a que su padre no podía trabajar por una enfermedad. En 1953 incluso perdieron su casa en un incendio, y solo gracias a la caridad pudieron subsistir. Además durante esa época la violencia y el crimen despuntaban en los barrios bajos, y todo eso marcó su infancia de una manera determinante. Para huir de su triste vida, Woo se refugiaba en el cine local. Viendo musicales como El Mago de Oz —que aún es de sus favoritos—, el joven descubrió que la vida no solo eran dificultades y violencia, sino que también podía ser hermosa y especial.
En 1969, a la edad de 23 años, consiguió un trabajo como supervisor de guiones en los estudios Cathay. Dos años más tarde empezó a trabajar como asistente de director para los Saw Brothers, donde el famoso Chang Cheh lo tomó como su protegido. En 1974 dirigió su primera cinta destacable, The Young Dragons, una película de kung fu, coreografiada por Jackie Chan, con trepidantes escenas de acción y juegos de cámaras. Algunos años más tarde encontraría el éxito con la comedia Money Crazy (1977), junto al cómico Ricky Hui.
Durante la primera mitad de los 80 John Woo sufrió varios fracasos en taquilla y se autoexilió a Taiwán; parecía el fin de su carrera, pero un buen día el director/productor Tsui Hark le proporcionaría los medios para realizar un esperado proyecto llamado A Better Tomorrow (1986), que contaría la historia de dos hermanos, uno policía y otro criminal, en un ambiente de thriller violento. Esta cinta revolucionaría el concepto de acción que hasta ese momento se tenía en Hong Kong, dándole una gran carga dramática, tremendas batallas a cámara lenta y un estilo especial. Las gafas de sol, la forma de rodar los tiroteos…, todo esto sería inspiración para cineastas de acción de todo el mundo.
Había nacido el estilo denominado Heroic Bloodshed, violentos thrillers de policías y gansters, llenos por otra parte de honor y amistad, con situaciones dramáticas que pondrán a prueba a los protagonistas. También otro nombre despunto en estas cintas y ese no era otro que Chow Yun Fat, actor “fetiche” de John Woo. La que quizás sea la cinta más famosa del género es The Killer (1989), sin olvidar otras producciones como Bullet in the Head (1990) o Once a Thief (1991).
John Woo terminaría un ciclo en su carrera al mudarse a Estados Unidos en 1993, pero la “despedida” de Hong Kong la hizo a lo grande con la tremenda Hard Boiled (1992), cuya escena final de tiroteos en un hospital dura más de 30 minutos ininterrumpidos.
En 1993 Woo aterriza en EE. UU., una nueva tierra y una nueva cultura. Su primer trabajo, y su primera decepción, fue Hard Target, junto a Jean-Claude Van Damme. Si en Hong Kong había tenido libertad artística y creativa, en EE. UU. se le obligaba a cumplir un estricto plan de rodaje, teniéndose que preocupar por ínfimos detalles a los que hasta ese momento no había dado importancia. Además la película fue tremendamente mutilada por parte del estudio en el montaje para “adecuarla al gusto americano”.
Pasarían 3 años antes de la segunda tentativa de Woo. Esta se produjo junto a John Travolta y Christian Slater en la cinta Broken Arrow (1996), una película con un buen presupuesto. Woo volvió a encontrar dificultades debido a las diferencias de estilo entre él y la productora, cosa que privó al film del “estilo Woo” que hubiera sido deseable.
Después de sus amargas experiencias, rechazó el guion de Face off varias veces hasta que se reescribiera a su gusto. Con la Paramount ofreciéndole más libertad, este aceptó y Woo desarrolló la historia a su manera y produjo un film, estrenado en 1997, que gustó a crítica y público y fue un éxito en taquilla, para muchos su mejor cinta americana, y que abrió el camino a otros directores asiáticos en Hollywood.
En estos años John Woo nos ha dejado películas como Misión imposible 2 (2000), Windtalkers (2002) o Paycheck (2003). Mientras que MI:II fue todo un éxito, sus otras películas han sido pobres en taquilla y no muy bien recibidas por la crítica.
Entre sus últimos proyectos se encuentran el videojuego “Stranglehold” en el que él realizó el guion y la historia, y la posible adaptación de varias novelas de suspense francesas junto a Alain Delon. Además John Woo volverá a Hong Kong, junto a Chow Yun Fat, para grabar su proyecto más esperado, The Battle of Red Cliff, basado en un épico relato procedente de Romance of the Three Kingdoms, de Luó Guànzhōng.

## Vida privada
Woo ha estado casado con Annie Woo Ngau Chun-lung desde 1976. Tienen dos hijas, Kimberley Woo, Angeles Woo y un hijo, Frank Woo. Es cristiano y le dijo a la BBC en una entrevista que cree en Dios y tiene una gran admiración por Jesús , a quien llama un "gran filósofo".
Él cita sus tres películas favoritas como Lawrence of Arabia de David Lean , Seven Samurai de Akira Kurosawa y Le Samouraï de Jean-Pierre Melville .

## Filmografía destacada
- Fist to Fist  (1973)
- Hand of Death (La mano de la muerte, 1976)
- A Better Tomorrow (Un mañana mejor, 1986)
- Honor, plomo y sangre (1987)
- The Killer (El asesino, 1989)
- Bullet in the Head (Una bala en la cabeza, 1990)
- Hard Boiled (1992)
- Hard Target (Blanco humano, 1993)
- Broken Arrow (Código Flecha Rota, 1996)
- Face/Off (Cara a cara, 1997)
- Misión imposible 2 (2000)
- Windtalkers (2002)
- Paycheck (2003)
- El acantilado rojo (2008)[2]
- Silent Night (2023)